# Westfalen Culinarium
Das Westfalen Culinarium war ein Komplex aus vier Museen in der ostwestfälischen Stadt Nieheim im Kreis Höxter. Zum Museumskomplex gehörten das Deutsche Käsemuseum, das Westfälische Brotmuseum, das Westfälische Schinkenmuseum und das Westfälische Biermuseum. 

## Geschichte
Die vier Museen und der Museumsshop wurden 2006 eröffnet. Sie befinden sich in sechs ehemaligen Ackerbürgerhäusern, die für diesen Zweck umgebaut wurden. Der Bau des Westfalen Culinariums wurde aus Mitteln des Europäischen Fonds für regionale Entwicklung (EFRE) gefördert. 
2019 wurde das Westfalen Culinarium aufgelöst, das Westfälische Brotmuseum und das Westfälische Schinkenmuseum wurden geschlossen. Das Deutsche Käsemuseum ist weiterhin in Betrieb, ebenso das Nieheimer Biermuseum in Trägerschaft der Nieheimer Brauzunft e.V.
Das Deutsche Käsemuseum im Herzen von Nieheim thematisiert Geschichten über den Käse, seine Herstellung und seine besonderen Formen, wie den Nieheimer Käse aus Magermilch.
Das Biermuseum lädt Besucher ein, sich über die regionale Braukultur, Brauereihistorie und die Produktion von Bier zu informieren. Hier braut die Bürgerbrauzunft Nieheim e.V. (welche auch Betreiberin dieses Museums ist) unter anderem das Nieheimer Bürgerbier.
Als Innovatives Tourismusprojekt bekam das Westfalen Culinarium den Deutschen Tourismuspreis 2006.